# حقوق الإنسان في فيتنام
كانت حقوق الإنسان في فيتنام لوقت طويل موضع جدل بين الحكومة الفيتنامية وبعض منظمات حقوق الإنسان الدولية، والحكومات الغربية، وبشكل خاص مع الولايات المتحدة، وفي ظل الدستور الحالي الحزب الشيوعي الفيتنامي هو الحزب الوحيد الذي يقود الدولة، وأي عملية أو تحرك يقوم به أي حزب آخر يُعتبر خارج إطار القانون، وتتضمن حقوق الإنسان الأخرى حرية الفكر، وحرية الكلام، وحرية الصحافة.
تحتفل الفيتنام كل عام في 11 مايو منذ عام 1994 بيوم حقوق الإنسان.

## تقرير فيتنام حول حقوق الإنسان في مجلس الأمم المتحدة لحقوق الإنسان
قدّمت الحكومة الفيتنامية تقريرًا في 18 يونيو عام 2007 لمجلس الأمم المتحدة لحقوق الإنسان من أجل متابعة تطبيق حقوق الإنسان في إقليم فيتنام: «إن الشعب هو الهدف الأساسي والقوة الدافعة لأي سياسة تنموية اجتماعية أو اقتصادية، وحماية حقوق الإنسان وتعزيزها أحد أساسيات الحكومة الثابتة».
يضمن دستور عام 1992 وهو القانون الأعلى للبلاد تمتع جميع المواطنين بحقوق سياسية، واقتصادية، وثقافية، واجتماعية متساوية، كما أن جميع المواطنين متساوون أمام القانون، ولكل مواطن الحق في المشاركة في إدارة الدولة والمجتمع، وحريات الدين والمعتقد مضمونة، كما هو حق السفر والإقامة في فيتنام، والحق في تقديم الشكاوى والالتماسات، والحق في العمل، والتعليم والرعاية الصحية، وما إلى ذلك وكل ذلك بغض النظر عن الجنس والعرق والدين، وعلى هذا الأساس تعتبر الحكومة الفيتنامية بأنها توافق المعايير الدولية لحقوق الإنسان.
وبحسب التقرير فإن حريات التعبير والصحافة والمعلومات للشعب الفيتنامي مُصانة بشكل واضح من خلال التطور السريع والمتنوع لوسائل الإعلام، فمنذ 2008 أطلقت 700 وكالة صحفية تضم 850 ناشرًا وحوالي 15000 صحفي مرخص، و68 محطة إذاعية وتلفزيونية، و80 صحيفة إلكترونية، وآلاف المواقع الإخبارية.
يُؤمّن لسكان فيتنام وصول أكبر لتكنولوجيا المعلومات المتقدمة، وخاصة الإنترنت، مع حوالي 20 مليون مستخدم (ما يمثل 23.5% من السكان) وذلك أعلى من المتوسط الذي وصلت له آسيا والبالغ 18% فقط.
إضافة لوسائل الإعلام المحلية يستطيع مواطنو فيتنام الوصول إلى عشرات وكالات الصحافة الأجنبية والقنوات التلفزيونية بما في ذلك رويترز و BBC و VOA و AP وAFP و CNN، والعديد من الصحف والمجلات الدولية الرئيسية الأخرى.
كما أن تحسن الاقتصاد بالفترة الأخيرة مكّن الحكومة من التركيز على الأولويات كالتعليم، والصحة، وتطوير البنية التحتية، وتنمية الموارد البشرية، والحد من الفقر، ومساعدة المناطق النامية، وقد أصدرت الحكومة وعدّلت حوالي 13000 قانون ووثيقة تضمن فيها الحقوق المدنية والسياسية، ويعترف دستور عام 1992 بكامل حقوق الإنسان (في المادتين 2 و 50).
سلّط التقرير الضوء على النمو السريع للأشكال المتنوعة لوسائل الإعلام، وزيادة إيمان الشعب بحيوية المجتمع، والتنوع في الفيتنام، فضلًا عن ضمان حقوق المرأة، والأطفال المعاقين، وبفضل ضمان حقوق الإنسان وتعزيزها حقق الاقتصاد والمجتمع والثقافة في الفيتنام خطوات هامة وكبيرة، كما أقرّ التقرير أيضًا بوجود أوجه قصور في البلاد، وصعوبات يجب حلها، إذ يفتقر النظام القانوني إلى التوحيد، والقدرة على حلّ بعض الصراعات المتداخلة، كما أنه لا يواكب الواقع، ما أدى لصعوبات، وسوء فهم في بعض الأحيان، وأثّر على الضمانات الدستورية، والجدوى، والشفافية في عملية ضمان حقوق الإنسان.
وفقًا للسفارة الفيتنامية، صادقت الأمم المتحدة على تقرير حقوق الإنسان في فيتنام، وذكرت السفارة أيضًا أن العديد من هذه الدول تقدّر تجديد فيتنام وإنجازاتها والتزامها بتعزيز حقوق الإنسان.
وفقًا لتقرير صدر عام 1997 عن مركز معلومات الإنترنت الصيني، أجرت فيتنام مجموعة من التغييرات على دستورها وقوانينها وسياساتها العملية في مجال حقوق الإنسان منذ عهد دوي موي، والإصلاح الاقتصادي في عام 1986، فمثلًا عُدّل الدستور عام 1991 ليضمن لأول مرة حماية الحقوق السياسية، والمدنية، والاقتصادية، والثقافية، ويحظر قانون العقوبات التعذيب بشكل صريح، ودوليًا كانت الفيتنام ثاني دولة توقّع على اتفاقية حقوق الطفل، وبالرغم من وجود عقوبة الإعدام في القانون الفيتنامي، لكن دستور عام 1992 خفّض عدد الجرائم المؤهلة من 44 إلى 29 جريمة، وأكثر من 90% من السكان يحصلون على الرعاية الصحية، وبالنسبة لمجال حقوق المرأة؛ تحتل فيتنام المرتبة الثانية بين دول آسيا والمحيط الهادئ، والمرتبة التاسعة بين 135 دولة في النسبة المئوية للبرلمانيات.

## التقارير المؤخرة المتعلقة بحقوق الإنسان في فيتنام
صرّحت وزارة الخارجية الأميركية في تقريرها لعام 2004 حول ممارسات حقوق الإنسان بأن سجل فيتنام في حقوق الإنسان «ضعيف»، وأشارت إلى استمرار «الانتهاكات الجسيمة»، ووفقًا للتقرير فرضت الحكومة قيودًا على حرية التعبير، وحرية الصحافة، وحرية التجمعات والجمعيات.
احتوت تقارير الأمم المتحدة الأخيرة على نفس الملاحظات، والمنظمات التي أقرّت بذلك أيضًا هي هيومن رايتس ووتش ومنظمة الأمم والشعوب غير الممثلة، وألقت الأمم المتحدة الضوء بشكل أساسي على الاضطهاد الديني.
وفي عام 2009 أعرب البرلمان الأوروبي عن قلقه بشأن ما سماه «مناخ التعصب المتزايد في فيتنام تجاه المدافعين عن حقوق الإنسان، وأعضاء المجتمعات الدينية غير المعترف بها رسميًا»، ودعا إلى وضع حد لقمع حرية التعبير والمعتقد، والإفراج عن المعتقلين السياسيين.
تعترف الحكومة رسميًا بحرية الدين، وتعترف بالطوائف البوذية والكاثوليكية والبروتستانية وكاو داي، وهوا هاو، والمسلمين، ومع ذلك تشرف الحكومة على رجال الدين من أجل صالح الوحدة الوطنية بحسب ما تزعم.
أما حرية التعبير فتبقى مشكلة هامة، إذ تواصل السلطات الفيتنامية استخدام قوانين الأمن القومي الصارمة لمعاقبة منتقدي النظام، وبقيت وسائل الإعلام الرسمية خاضعة لرقابة مشددة، وعرقلات من قبل الحكومة.
كما أن هناك قيودًا مفروضة على حرية التجمع، وهناك محاولات من الحكومة لتأجيل إصدار قانون لإضفاء الشرعية على المظاهرات والإضرابات، رغم أنه بحسب الدستور فالمظاهرات قانونية في فيتنام.
ومنذ 2017 احتجزت فيتنام أكثر من 100 سجين سياسي بتهمة انتقاد الحكومة، والمشاركة في الاحتجاجات والنشاطات والأديان والأحزاب السياسية غير المرخصة من قبل الحكومة.

## حقوق الإنسان الحالية في موضوع الخارجين عن القانون
في عام 2009 قُبض على لو كونغ دينه، وهو محامٍ عمل لعدة سنوات لصالح الحكومة في قضية ناجحة ضد صيادي سمك السلور الأميركيين، واتهم بجريمة كبرى عقوبتها الإعدام، وقُبض أيضًا على العديد من زملائه، وقد أدانت العديد من الحكومات الغربية هذا الأمر، وادّعت مجموعات حقوق الإنسان أن الاعتقال كان بسبب دعم كونغ دينيه لحرية التعبير، وأطلقت منظمة العفو الدولية عليه وعلى زملائه صفة سجناء الرأي.
تحتجز فيتنام حاليًا العديد من الأفراد الذين تعتبرهم منظمة العفو الدولية سجناء رأي، مثلًا سوهاي هافو المُدان بـ «نشر أكاذيب ضد الدولة» لإجرائه مقابلات مع الصحافة الأجنبية، ونغوين دان كيو المدان بالاحتفاظ بوثائق هامة وتوزيعها، والكاهن الكاثوليكي نغوين فان لي (المعروف أيضًا باسم الأب ثاديوس) المحتجز لنفس السبب أيضًا،  ودعت منظمة العفو الدولية إلى الإفراج الفوري وغير المشروط عن الرجال الثلاثة.

## الأقلّيات العرقيّة
انضمت أقليات تشام، ومونتانيارد، وخمير كروم إلى الجبهة المتحدة لتحرير الأعراق المضطهدَة FULRO، وشنّت حربًا ضد الفيتناميين خلال حرب الفيتنام من أجل حصولها على الاستقلال عنها، استسلم آخر متمردي FULRO المتبقين للأمم المتحدة في عام 1992.
تعترف الحكومة الفيتنامية بمجموعة التشام كأقليّة فقط، وليس كشعب أصلي، على الرغم من كونها من السكان الأصليين في المنطقة، وقد عانى الهندوس والمسلمون التشاميون من الاضطهاد الديني والعرقي، ومن تطبيق قيود على عقيدتهم في ظل الحكومة الفيتنامية الحالية، فقد صادرت الحكومة ممتلكاتهم، وتحولت المعابد الهندوسية إلى مواقع سياحة بالرغم من عدم موافقة التشام الهندوس على ذلك، وفي عامي 2010 و 2013 وقعت حوادث شغب في قريتي تان تين وفيتش نان، وقُتل أفراد تشاميون على يد فيتناميين، وهُمّش مسلمو تشام اقتصاديًا بسبب سياسات اقتصادية اتبعتها الحكومة.

## التعصّب الديني
قامت الشرطة الفيتنامية بضرب واعتقال متظاهري فالون غونغ خارج السفارة الصينية في هانوي لأنهم كانوا يحتجّون على محاكمة اثنين من المذيعين المحليين لفالون غونغ (هما فو دوك ترونج، ولو فان تانه) وحكم عليهم بعد يومين بالسجن لمدة سنتين وثلاث سنوات على التوالي، بسبب إرسالهم بثًّا إذاعيًا غير قانوني إلى الصين (حيث فالون غونغ محظورة).